# Saint-Mathieu-de-Beloeil (Quebec)

Saint-Mathieu-de-Belœil é uma municipalidade no sudoeste de Quebec, Canadá, à leste de Montreal, no Condado de La Vallée-du-Richelieu. 

## Estatísticas
De acordo com o censo canadense de 2006:
- População:  2.288 habitantes
- % Crescimento (2001-2006): 2,3
- Moradores:  789
- Área (km²): 39,85
- Densidade (pessoas por km²):  57,4

|                     | Norte: Saint-Marc-sur-Richelieu |               |
| Oeste: Sainte-Julie | Saint-Mathieu-de-Belœil         | Leste: Belœil |
|                     | Sul: Saint-Basile-le-Grand      |               |